# 무라야마 유이리
무라야마 유이리(일본어: 村山 彩希, 1997년 6월 15일 ~ )는 일본의 아이돌이며, 여성 아이돌 그룹 전 AKB48의 멤버이다.

## 인물
- 아역 시절에는, 스마일 몽키에 소속해 있었다.
- 언니는 배우인 무라야마 칸리[1].
- 친척에 배우인 미츠시마 히카리가 있다[2].
- "AKB48 Team 4 리더. 캡틴이다."
- 2013년부터 2021년 AKB48 Team 4 개근멤버.
- 2015년, 2016년 AKB총선거 사퇴.
- "2020년 기준 악수회 TOP5급 상당한 인기멤버."
- 2020년 유우나아모기온유튜브 개설.
- 트위터 팔로워가 많다. ("♡좋아요가 akb그룹내 제일 단시간 빨리 올라간다.")
- "2020년 1월 18일 데뷔한지 8년 1개월(2964일)만에 극장공연 1000회를 달성한다."
- AKB48 16기생에게 엄마로 불린다.
- 캐치프레즈에 링고(사과)가 들어간다.("새빨간, 유이링고~ 13기생의 유이리라고 하는 무라야마 유이리입니다.")
- "오카다나나와 커플로 자주 엮인다."(실제로도 친함)
- 춤, 노래, 연기를 잘한다.
- 천연바보캐릭터를 가지고 있다.("지금은 한자를 많이 안다")
- "복근을 가지고 있다." AKB48그룹내 TOP 1든다.
- 의외로 2014년이전에는 통통했었다.
- 달리기를 잘한다. ("50m 달리기는 6.5초에 주파할 수 있다.")
- 얼굴이 귀여운 상이다.
- "베이맥스를 좋아한다."(빅히어로 애니메이션캐릭터)
- "가끔 돌고래🐬를 무라야마유이리로 트레이드 마크로 할 때도 있다." (오카다나나가 대표적)
- 유우나아 콘서트를 한적이 있다.(인기가 대단했다)
- 오카다나나, 무라야마유이리 커플. "유우나아"라고 부른다.
- 솔로 콘서트를 한적이 있다.
- "그럼에도 그녀"는이라는 센터곡이 나온적이 있다.

## 내력
2019년
- AKB48 56번째 싱글 서스테이너블에서 1열에 선발되었다.

2025년
- 5월 6일, 도쿄 가든 시어터에서 졸업 콘서트를 개최.
- 6월 15일, AKB48를 졸업.

## AKB48에서의 참가곡

### 싱글 CD 선발곡
- 〈ギンガムチェック 깅엄 체크〉에 수록
  - あの日の風鈴 / 그 날의 풍경 - 웨이팅 걸즈 명의
- 〈UZA〉에 수록
  - 大人への道 / 어른으로의 길 - 연구생 명의
- 〈永遠プレッシャー 영원 프레셔〉에 수록
  - 私たちのReason / 우리의 Reason
- 〈So long !〉에 수록
  - 強い花 / 강한 꽃 - 연구생 명의
- 〈さよならクロール 안녕 크롤〉에 수록
  - LOVE修行 / LOVE 수행 - 연구생 명의
- 〈恋するフォーチュンクッキー 사랑하는 포춘 쿠키〉에 수록
  - 青空カフェ / 푸른 하늘 카페 - 연구생 명의
- 〈ハート・エレキ 하트 일렉트릭 기타〉에 수록
  - 清純フィロソフィー / 청순 필로소피 - 팀4 명의
- 〈鈴懸の木の道で「君の微笑みを夢に見る」と言ってしまったら僕たちの関係はどう変わってしまうのか、僕なりに何日か考えた上でのやや気恥ずかしい結論のようなもの 플라타너스 나무가 서 있는 길에서 「네 미소가 꿈에 나왔어」라고 말해버린다면 우리들의 관계는 어떻게 변하는 걸까, 나 나름대로 며칠이고 생각해본 후의 조금 부끄러운 결론처럼〉에 수록
  - Mosh & Dive
- 〈前しか向かねえ 앞 밖에 보지 않아〉에 수록
  - 秘密のダイアリー / 비밀 다이어리 - Baby Elephants 명의
- 〈ラブラドール･レトリバー 래브라도 리트리버〉에 수록
  - ハートの脱出ゲーム / 하트 탈출 게임 - 팀4 명의
- 〈希望的リフレイン 희망적 리프레인〉에 수록
  - 今、Happy / 지금, Happy - 장미조 명의
  - 目を開けたままのファーストキス / 눈을 뜬 채로 한 퍼스트 키스 - 팀4 명의
- 〈僕たちは戦わない 우리는 싸우지 않아〉에 수록
  - カフカとでんでんむChu! / 카프카와 덴덴무Chu! - 덴덴무Chu! 명의
- 〈唇にBe My Baby 입술에 Be My Baby〉에 수록
  - 君を君を君を… / 너를 너를 너를… - 차세대 선발 명의
  - なんか、ちょっと、急に… / 뭔가, 좀, 갑자기… - 팀K 명의
- 〈君はメロディー 너는 멜로디〉에 수록
  - LALALAメッセージ / LALALA 메시지 - AKB48 차세대 선발 명의

### 앨범 CD 선발곡
- 《1830m》에 수록
  - さくらんぼと孤独 / 체리와 고독 - 연구생 명의
  - 青空よ 寂しくないか? / 푸른 하늘이여 외롭지 않은가? - AKB48+SKE48+NMB48+HKT48 명의
- 《次の足跡 다음 발자국》에 수록
  - チーム坂 / 팀 고개 - 팀4 명의
- 《ここがロドスだ、ここで跳べ! 여기가 로도스다, 여기서 뛰어라!》에 수록
  - 涙は後回し / 눈물은 뒷전 - 팀4 명의
  - ここがロドスだ、ここで跳べ! / 여기가 로도스다, 여기서 뛰어라!
- 《0と1の間 0과 1 사이》에 수록
  - 泣き言タイム / 우는 소리 타임 - 팀4 명의
  - あれから僕は勉強が手につかない / 그때부터 나는 공부가 손에 잡히지 않는다 - 덴덴무Chu! 명의

## 출연

### 드라마
- 여왕의 교실 (2005년, 닛폰 TV)
- 나카이 마사히로의 금요일 스맙들에게 (2006년·2009년, TBS)
- 3학년 B반 킨파치 선생님 제8시리즈 제14화 (2008년 1월 24일, TBS) - 키타야마 미사코 역
- 연속 TV 소설 눈동자 (2008년, NHK 종합) - 노구치 시오리 역
- 마지스카 학원 4 (2015년 1월 ~ 3월, 닛폰 TV) - 도쿠링고 역
- 마지스카 학원 5 (2015년 8월, 닛폰 TV) - 캔디 역

### 영화
- 일본의 푸른 하늘 (2007년 3월 21일, 인디즈)

### 무대
- 드래건 판타지 2 (2007년 8월 17일 ~ 21일, 키치죠지 시어터)
- 코코·스마일6~여름빛의 캠퍼스~ (2009년 8월 20일 ~ 24일, 젠로사이 홀 스페이스 제로)

### 버라이어티
- 아리요시 AKB 공화국 (부정기 출연, TBS)
- AKBINGO! (부정기 출연, 닛폰 TV)
- AKB48 네모우스 TV (패밀리 극장)
  - Season9 (2012년 5월 20일)
  - Season13 (2013년 9월 15일·22일, 10월 13일·20일, 11월 3일·10일)
  - Season14 (2014년 3월 16일)
- AKB 관광 대사 (2014년 5월 28일, 후지 TV ONE)

## 서적

### 캘린더
- 탁상 무라야마 유이리 2014년 캘린더 (2013년 12월 6일, 하고로모)